# Ярмомелка
Ярмомелка е машина за мелене на зърнени фуражи.
Видове:
- дискови – стриват зърната между 2 каменни или метални диска (хоризонтални или вертикални) с насечени работни повърхности;
- валцови – разкъсват или нарязват зърната чрез насечени (рифеловани) валци, въртящи се с различна скорост. За брашно или ядки се използват двойни гладки валци (при мелниците);
- чукови – разтрошават зърната посредством чукове, шарнирно закачени за общ вал.